# Flávio Tavares
Flávio Aristides Freitas Hailliot Tavares (Lajeado, 1934) é um jornalista brasileiro. 

## Biografia
Ex-militante da esquerda partidária da luta armada, foi um dos presos políticos trocados pelo embaixador norte-americano Charles Burke Elbrick, à época da ditadura militar brasileira.
Na juventude, foi aluno de colégio marista e ligado à Ação Católica. Aos 20 anos, Flávio foi eleito presidente da União Estadual dos Estudantes do Rio Grande do Sul. Formou-se em Direito, mas nunca atuou como advogado, trabalhando desde cedo na área de jornalismo. Foi comentarista político do jornal Última Hora, de Samuel Wainer, quando cobriu eventos importantes pelo jornal, como a Conferência da Organização dos Estados Americanos, em Punta del Leste, Uruguai, em 1961. Lá, conheceu Ernesto Che Guevara, que era o delegado de Cuba.
Foi também um dos fundadores da Universidade de Brasília. Ligado ao então governador do Rio Grande do Sul, Leonel Brizola, Tavares foi preso pela primeira vez logo após o golpe militar de 1964. Foi solto logo depois."No início, a ditadura aqui foi muito branda. Nos vigiava, mas garantia a liberdade de imprensa", recorda. Mas não demorou para que Flávio passasse a conspirar contra a ditadura, na luta armada. 
Entre 1967 e 1969, foi novamente preso, acusado de participar de uma ação armada para libertar presos políticos na Penitenciária Lemos de Brito, no Rio de Janeiro. "Aí, eu fui conhecer a tortura, que eu duvidava que acontecesse daquela forma. Desconfiava que era propaganda da esquerda para desmoralizar os militares", confessa.
Em setembro de 1969 foi enviado para o exílio, no México, no grupo de prisioneiros trocados pelo embaixador Elbrick, sequestrado por integrantes das organizações clandestinas Dissidência Comunista da Guanabara e da Ação Libertadora Nacional.

### Exílio
Nos anos 1970, durante o exílio, trabalhou no jornal mexicano Excelsior, pertencente a uma cooperativa de trabalhadores. Como correspondente do Excelsior, a partir de 1974 foi viver em Buenos Aires, onde também escrevia para o jornal O Estado de S. Paulo, assinando sob o pseudônimo de "Júlio Delgado". Sua permanência na Argentina terminou em 1977, quando foi ao Uruguai para contratar um advogado para outro jornalista do Excelsior que fora preso lá. Em julho daquele ano, Flávio foi sequestrado por militares dos órgãos de repressão do uruguaios, passando 195 dias preso. Foi libertado graças à solidariedade do Excelsior e do Estadão. O jornal brasileiro mobilizou toda a imprensa para denunciar a prisão ilegal de Flávio. Sob pressão de uma campanha internacional, o governo do Brasil pediu sua libertação às autoridades uruguaias. O problema era que o jornalista não podia voltar ao Brasil e nem possuía passaporte, posto que fora banido do país em 1969. O impasse foi resolvido em janeiro de 1978, com a sua expulsão do Uruguai e a oferta de asilo feita pelo governo de Portugal, que havia passado recentemente pela Revolução dos Cravos. Assim, Flávio Tavares foi morar em Lisboa e só voltou ao Brasil com a anistia de 1979.
Atualmente, o jornalista vive e trabalha em Búzios. É professor aposentado da UnB e articulista dominical do jornal Zero Hora. É pai da  fotojornalista Isabela e do cineasta Camilo, autor do filme O dia que durou 21 anos (2013). 

## Trabalhos
- Memórias do Esquecimento. Globo, 1999. [ed. atual  L&PM, 2012]. Prêmio Jabuti 2000, na categoria Reportagem.
- O Dia em que Getúlio Matou Allende. Record, 2004. Prêmio da APCA 2004, na categoria Não Ficção e  Prêmio Jabuti 2005, na categoria Reportagem e Biografia
- O Che Guevara que Conheci e Retratei. RBS, 2007.
- 1961: O Golpe Derrotado. L&PM, 2012.
- Meus 13 dias com Che Guevara. L&PM, 2013.
- 1964: O Golpe. L&PM, 2014.
- As três mortes de Che Guevara. L&PM, 2017.
- Escreveu também o roteiro do documentário O Dia que Durou 21 Anos (2012), dirigido por seu filho, Camilo Tavares.